# Castello di Erbia
Il castello di Erbia è un castello situato nel comune italiano di Bettola, in provincia di Piacenza. L'edificio è situato a 659 m s.l.m., in una posizione che domina la stretta valle del torrente Perino, tributario del fiume Trebbia. La località e il suo castello vengono testimoniati all'interno di fonti antiche con i nomi di Herbia, Nebla e Nebbia.

## Storia
In accordo a quanto scolpito su una pietra posta nella torre, l'inizio dell'edificazione del castello avvenne nel 1400 ad opera del giureconsulto Pietro Nicelli, la cui famiglia controllava la zona di Bettola, il quale voleva creare un avamposto atto al presidio della via che permetteva il collegamento tra la val Perino e la val Nure. Nel 1441 era Bartolino Nicelli ad essere feudatario della fortificazione; a lui subentrò poi il Stefano Nicelli nel 1449. Successivamente, dopo una serie di divisioni familiari, nel 1514 la fortificazione entrò a far parte delle proprietà di Pier Antonio Nicelli.
Nel 1539 Gian Francesco Nicelli, signore d'Erbia prese parte, insieme a altri membri della famiglia Nicelli, al saccheggio di Bettola, culminato nell'uccisione di Giovanni Camia, detto il Grosso. A seguito di ciò, diversi membri della famiglia Camia, avanzando armati a piedi o cavalcando raggiunsero Erbia a trombe spiegate e distrussero il castello.
Nel giugno 1641 gli ultimi eredi del ramo della famiglia Nicelli che vantava il castello tra i propri beni, Annibale e Gian Paolo Nicelli, cedettero il castello al rettore di Calenzano, don Giuliano Cavanna, il quale ne mantenne la proprietà fino alla sua morte, avvenuta nel 1659. Dopo la scomparsa del Cavanna, i suoi nipoti ed eredi, Francesco Maria e Bartolomeo Guglieri, acquisirono il possesso del complesso, il quale, tuttavia, venne immediatamente requisito dalla Camera Ducale Farnesiana poiché, essendo un fortilizio, non poteva essere considerato bene trasmissibile.
Nel successivo mese di agosto venne redatto un compromesso che permise alla famiglia Guglieri di rientrare in possesso del complesso; questo avvenne nonostante il tentativo di Giuseppe Nicelli di Guardamiglio che, in qualità di erede della famiglia Nicelli, vantava dei diritti sulla località di Erbia. A seguito di ciò nacque una disputa che venne sottoposta al giudizio di alcuni magistrati che nel 1683 confermarono la proprietà ai Guglieri.
Nonostante l'esito sfavorevole il Nicelli presentò ulteriori ricorsi ottenendo il riconoscimento della proprietà con due sentenze, rispettivamente nel 1687 e nel 1688. A seguito dell'ultima decisione della giustizia, le due parti pervennero ad un accordo che vedeva Giovanni Nicelli effettuare una transazione a favore dei Guglieri, che fungeva da risarcimento anche per le migliorie che essi avevano apportato alla struttura. In cambio egli vedeva riconosciuta la sua investitura perpetua sul castello, che rimase di proprietà dei suoi eredi fino agli anni '60 del XX secolo.
Lasciato in uno stato di sostanziale abbandono da parte dei proprietari, l'edificio è parzialmente crollato nei primi anni del XXI secolo

## Struttura
L'edificio, interamente costruito in pietra, che già si trovava in pessime condizioni di conservazione, disabitato e invaso dalla vegetazione nella seconda metà del Novecento, è in buona parte crollato nei primi anni del XXI secolo. Di esso, costituito originariamente da un edificio con addossata un'alta torre a base quadrangolare in cui si aprono su ogni lato tre finestre ad arco ribassato, elemento piuttosto innovativo per il periodo in cui fu edificato, rimangono solo alcuni resti diroccati.